# Roger Ibañez
Roger Ibañez da Silva, (Canela, 1998. november 23. –) brazil válogatott labdarúgó, az el-Áhlí hátvédje.

## Pályafutása

### Klubcsapatokban
Ibañez a brazíliai Canela városában született. 2017 és 2018 között a Fluminense csapatában futballozott kölcsönben a PRS csapatától. 2018 februárjában végleg szerződtette őt a Fluminense csapata. 2019 januárjában az olasz élvonalbeli Atalanta csapatához igazolt, amelynek színeiben 2019. májusában bemutatkozott a Serie A-ban egy Genoa elleni mérkőzésen. 2020 és 2021 között előbb kölcsönben szerepelt az AS Roma csapatában, majd 2021. júliusában végleg szerződtették őt a rómaiak. A 2021-2022-es idényben UEFA Európa Konferencia Liga címet ünnepelt a római csapattal.

### Válogatott
Ibañez 2022. szeptember 27-én mutatkozott be a brazil labdarúgó-válogatottban egy Tunézia elleni barátságos mérkőzésen.

## Sikerei, díjai
- AS Roma
  - UEFA Konferencia Liga: 2021–2022